# Saint-Bonnet-des-Bruyères
Saint-Bonnet-des-Bruyères là một xã thuộc tỉnh Rhône trong vùng Auvergne-Rhône-Alpes phía đông nước Pháp. Xã này nằm ở khu vực có độ cao từ 413-801 mét trên mực nước biển.
Sông Grosne bắt nguồn ở xã này.